# Kognitivní slepá skvrna
Kognitivní slepá skvrna (anglicky Bias blind spot) patří mezi kognitivní zkreslení, kdy člověk dokáže vnímat vliv kognitivních zkreslení u ostatních, ale ne svá vlastní. Vlivem tohoto zkreslení je člověk podvědomě přesvědčen, že jeho etické názory jsou ve srovnání s ostatními ty správné a objektivní. Název odkazuje k místu na sítnici, kde ústí zrakový nerv a nejsou zde žádné světločivné buňky. V zorném poli si ale člověk těchto slepých míst není vědomý, jelikož mozek obraz dotvoří.
Toto kognitivní zkreslení popsala a pojmenovala ve svém výzkumu Emily Pronin v roce 2002 na Stanfordově univerzitě. Zkoumala, jakým způsobem budou studenti hodnotit vliv kognitivních zkreslení na sebe v porovnání s „průměrným Američanem“. Zjistila, že jednotlivci jsou přesvědčeni o tom, že na ně kognitivní zkreslení nemají takový vliv jako na ostatní. Podle Emily Pronin tento dojem objektivní reality vzniká kvůli absenci přístupu ke kognitivním a motivačním procesům, které ovlivňují a zkreslují vnímání člověka.

## Původ kognitivní slepé skvrny
Kognitivní slepá skvrna se váže na přítomnost iluze vznikající během procesu introspekce, přesvědčení, že chápání světa odráží skutečný stav věcí (naivní realismus) a sebepojetí.

### Vliv sebepojetí
Zkreslení slepé skvrny úzce souvisí se sebepojetím a sebepotvrzováním (self-enhancement). Gordon Allport tvrdil, že člověk má přirozené tendence o sobě mít dobré mínění. V rámci sebepotvrzování mají lidé proto tendenci vyhledávat v okolí informace, které jejich pozitivní smýšlení o sobě utvrzují. Sebepotvrzování má vliv i na proces rozhodování, kdy má člověk tendenci vypouštět důležité informace a místo přijímat pouze zjednodušená a nefunkční řešení problému. Člověk pak ve výsledku hodnotí svá rozhodnutí jako správnější ve srovnání se svým okolím.

### Iluze introspekce a schéma „Já vs. Ostatní“
Emily Pronin ve svém dalším výzkumu popsala zkreslení, které vyplývá z introspekce. Analyzování vlastních postojů a myšlenek probíhá skrze sebepotvrzovací tendence a člověk si proto nepřipouští, že by jeho rozhodnutí bylo ovlivněno zkresleným vnímáním.
Kognitivní slepá skvrna totiž znemožňuje uvědomit si rozdíl mezi ideálním a reálným chováním. Vliv kognitivní slepé skvrny podle Emily Pronin závisí na tom, jak velkou váhu lidé kladou na informace získané v procesu introspekce a jakou chování při hodnocení kognitivních zkreslení u ostatních. Čím více lidé přikládali váhu poznatkům získaným z introspekce, tím byl vliv kognitivní slepé skvrny větší. Během introspekce lidé nedokážou podvědomé působení kognitivních zkreslení odhalit a domnívají se proto, že jejich úsudek zkreslený není.
Emily Pronin a Matthew Kugler v rámci zkoumání zjistili, že vnímání kognitivních zkreslení je u ostatních lidí snazší, jelikož není ovlivněno sebepojetím a osobním přesvědčením jednotlivce. Ostatní lidé oproti tomu nemohou nahlédnout introspektivní poznatky jednotlivce a mají k dispozici jen výsledné chování, kde jsou projevy kognitivní slepé skvrny vidět. Ostatní proto mohou snáze upozornit na etické nedostatky v chování, kterých si jedinec nemusí být vědomý.

### Naivní realismus
Podle dalšího výzkumu Emily Pronin je kognitivní slepá skvrna výsledkem naivního realismu, tedy domnění, že člověk vidí svět takový, jaký skutečně je. Je to podvědomý proces, který ovlivňuje každodenní vnímání reality. Člověk se rovněž domnívá, že i ostatní lidé vnímají svět stejným způsobem. Ti, kteří přesvědčením jedince nesouhlasí, jsou vyhodnoceni jako náchylnější vlivu svých kognitivních zkreslení a jejich úsudek je proto chápán jako nedůvěryhodný. Jedinec se tak utvrzuje se vlastních přesvědčení získaných z introspekce.

## Související výzkum
Irene Scopelliti v nedávném výzkumu kognitivních zkreslení zjistila různou náchylnost lidí podléhat vlivu kognitivní slepé skvrny. Kognitivní slepá skvrna má spíše tendenci spouštět jiná zkreslení - například do jaké míry lidé zohledňují různé zdroje informací při srovnávání sebe sama s ostatními. Lidé pod velkým vlivem slepé skvrny při sebehodnocení více ignorovali schopnosti druhých a propadli tak dojmu, že jsou v lehkých úlohách lepší než průměr a v náročných horší než průměr. Vliv kognitivní slepé skvrny ale podle Irene Scopelliti nijak nesouvisí s inteligencí, kognitivními schopnostmi ani osobnostními rysy. Dokonce ani nemá tak velký vliv na rozhodovací schopnosti člověka. Irene Scopelliti také zjistila, že čím více je člověk náchylný zkreslení slepé skvrny, tím méně následuje rady svého okolí.

## Test implicitních asociací
Jedním z dostupných nástrojů na odhalení kognitivních zkreslení je Test implicitních asociací (Implicit Association Test, IAT), který se zkoumá v rámci Project Implicit od roku 1995. Jeho cílem je odhalit automatické asociace mezi mentálními reprezentacemi a odhalit tak přesvědčení, k nimž člověk nemá vědomý přístup.